# トマス・B・ジェフリー
トマス・B・ジェフリー(Thomas B Jeffery, 1845年2月5日–1910年4月2日)は自転車および初期の自動車の製造者、発明家である。

## 生い立ち
トマス・バックランド・ジェフリー(Thomas Buckland Jeffery)は1845年2月5日に英国デボン、ストークのMill Pleasant 3番地で生まれた。16歳で数学用具を製作する仕事についた。18歳でアメリカに移住した。シカゴに住み、望遠鏡製作事業に関わった。のちには、特許局で使われる模型の製作に携わった。1879年には自転車事業をはじめた。自転車事業では先駆者であった。フィリップ・ゴマリー(R. Philip Gormully)とゴーマリー＆ジェフリー・マニュファクチャリング・カンパニー(Gormully & Jeffery Manufacturing Company)を設立してランブラー自転車の製作を始めた。

## 自転車
トマス・B・ジェフリーは、発明家であり、また、フィリップ・ゴーマリーと組んで自転車製作を始めた事業家でもあった。ゴーマリー＆ジェフリー・マニュファクチャリング・カンパニーをシカゴに設立し、1878年から1900年までランブラー自転車を製作販売した。ランブラーは低価格が高品質に優先するようになった現在でも賞賛される自転車である。金属のチューブにフレア処理を施して接合部の強度を増した。黄銅を溶解させてろう付け(ブレイズ)した。この技術はGormully & Jeffery (G&J) and RamblerがAmerican Bicycle Company、そしてBicycle Trustとなった後も継続した。これが最良の製造技術であると知られるのは後のことである。1900年にゴーマリー＆ジェフリーは全米第2位の自転車メーカーとなり、ジェフリーは開発者として有名になった。さまざまな開発の中でも特に「クリンチャーリム(clincher rim)」は有名で、これはすでに空気入りタイヤを使っていた。

### クリンチャーリムの発明
ジョン・ボイド・ダンロップ(John Boyd Dunlop)の自転車用空気タイヤは、彼らが当時始めた庭用ホースによく似ていた。チューブ型で自転車のリムに接着剤で固定され、空気の圧力がリムにかかった。リムは木製でチューブ受けのため表面は凹型に成形された。しかしタイヤはまだリムから外れることがあり、もっとしっかりとしたタイヤが求められた。
トマス・B・ジェフリーはタイヤに改良を加え、タイヤのゴムにワイヤを埋め込み、このワイヤでタイヤをリムに縛り付けた。1882年に特許を取得した。クリンチャータイヤのはじまりであった。

## 自動車
トマス・B・ジェフリーはアメリカで自動車に興味をもった初期の人物のひとりで、1897年に最初のランブラー自動車を製作した。
ジェフリーはエンジンつき車両に真剣に取り組み、G&Jの持分を売却してトマス・B・ジェフリー・カンパニー(Thomas B. Jeffery Company)を創業した。G&J売却で得た資金でウィスコンシン州ケノーシャのすでに廃業していたスターリング自転車(Sterling Bicycle Co.)工場を買い、大規模に自動車を製造するショップとした。ジェフリーの自動車はアセンブリーライン(組立ライン)で作った。アセンブリーライン採用はランサムオールズに次ぐ2番手だった。1903年には1359台のランブラー車を販売した。1905年にはさらに2倍を販売。1904年以前にはステアリングホイールを採用していたためとの調査がある。1907年にはさまざまなボディスタイルでさまざまな大きさの幅広い車種を用意していた。5人乗りで2500ドルのランブラーでは車重2600ポンド、40hpエンジンを搭載していた。
トマス・B・ジェフリーは1910年にイタリアのポンペイで休暇を過ごしている最中に亡くなった。死後、息子のチャールズ・T・ジェフリーは、トマス・Bに敬意を表して自動車ブランド名を「ランブラー」から「トマス・B」へと変更した。
最終的に、家族は事業をチャールズ・ナッシュに売却した。ナッシュは会社名をナッシュ・モーターズとし製造規模をさらに拡大した。

## 独占闘争
ジェフリーは特許で争った。
- ポープ自転車特許と争って勝訴
- セルデン自転車特許と争って勝訴

## 誤った情報
インターネットサイトで言われているが、実際にはトマス・B・ジェフリーがワゴンを製造したことはない

## 年表
1845 - 英国デボンで生まれる
1863 - 米国へ移住しイリノイ州シカゴに定住
1878 - ジェフリーはフィリップ・ゴーマリーと共同でゴーマリー＆ジェフリー・バイシクリング・マニュファクチャリング・カンパニーをイリノイ州シカゴで創業
1882 - クリンチャー・タイヤを発明
1897 - リアエンジン方式のランブラー試作車を製造。ランブラーという名称はG&J製の自転車で広く人気のあった名前だった
1899 - 1899年のシカゴ国際展示会＆トーナメントやニューヨークでの全国自動車展示会での反応が自動車事業参入のきっかけだった
1900 - G&J持分をAmerican Bicycle Companyに売却
1900 (12月6日) - スターリング社ケノーシャ工場をG&J売却で得た6万5000ドルで購入
1901 -  試作車としてA型とB型を製造
1902 - ランブラーの量産開始。750ドルC型オープンラナバウト、850ドルD型(幌付のC型)。8hp、98cu. in. 単気筒エンジンを座席下部においた。画期的な右側ティラーのステアリング（当時としての新方式だった）。初年度生産台数1500台を販売しジェフリー社はオールズモビルに次いで第2位のメーカーとなった。
1910 (3月21日) - トマス・B・ジェフリーが旅先のイタリア、ポンペイで死亡。
1910 (7月10日) - チャールズ・T・ジェフリーが家族経営の自動車会社を300万ドル株式会社。
1914 - チャールズ・T・ジェフリーがランブラー(Rambler)をジェフリー(Jeffery)に変更。
1915 - チャールズ・T・ジェフリーがアイルランド沿岸で沈没したルシタニア号に乗船していた。救助され生き残った。